# Aldaria
Aldaria je projekt powermetalové opery norského skladatele a kytaristy Freda Hovda. Ten na skladbách pro první album Land of Light pracoval několik let, deska nakonec vyšla na jaře roku 2017. Podílela se na ní spousta zpěváků; například Fabio Lione, Todd Michael Hall, Rick Altzi, Tommy Johansson a další hudebníci. Debutové album bylo kritiky přijato kladně, některými recenzenty bylo srovnáváno také s velmi úspěšnými prvními dvěma alby projektu Avantasia.

## Diskografie
- Land of Light (2017)